# Тато
Тато (лат. Tato; убит между 507 и 512) — король лангобардов (начало VI века), представитель династии Летингов, сын и наследник короля Клаффо.

## Биография
Основными историческими источниками о жизни Тато являются труд «Война с готами» византийского историка середины VI века Прокопия Кесарийского, а также лангобардские сочинения VII—VIII веков «Происхождение народа лангобардов» и «История лангобардов» Павла Диакона.
Наиболее подробно освещённым событием правления короля Тато является война между лангобардами и герулами.
По свидетельству Прокопия Кесарийского, правителем герулов, которые «превзойдя окружавших их варваров и силою и многочисленностью населения, нападая на соседей, … побеждали их поочерёдно каждого в отдельности, насиловали и грабили их», был Родульф. Подчинив соседние племена и заставив платить их дань, Родульф в течение трёх лет мирно правил своим народом. Однако это не устраивало герульских воинов, желавших ещё больше обогатиться во время грабительских походов. Упрёки со стороны своих приближённых вынудили Родульфа выступить против лангобардов. По словам Прокопия, у короля герулов не было какого-либо повода нападать на этот народ, уже давно плативший ему дань. Несмотря на это, Родульф дважды отверг предложения лангобардов о мире. В произошедшем между противниками кровопролитном сражении победу одержали лангобарды. В бою пало множество герулов, в том числе, и король Родульф. Оставшиеся в живых вместе с семьями бежали от мести лангобардов: одни переселились на земли византийского Иллирика, другие нашли убежище у остготского короля Теодориха Великого, третьи возвратились на свою скандинавскую родину.
Раннесредневековые источники лангобардского происхождения значительно дополняют сообщения византийских авторов. В «Происхождении народа лангобардов» сообщается, что Родульф погиб в сражении с королём Тато и что на поле боя лангобардами были найдены его знамя и шлем. В этом источнике Родульф называется последним королём герулов. По свидетельству Павла Диакона, поводом к войне стало беспричинное убийство брата Родульфа, только что заключившего союз между герулами и лангобардами, по приказу Руметруды, дочери короля Тато. Местом сражения этот историк называл поле Блахфельд. Опираясь на предания, Павел Диакон подробно описал битву. Историк писал, что герулы в знак презрения к своим врагам вступили в бой почти нагими, что в то время, когда его воины сражались, Родульф беспечно развлекался в своём лагере, и что он погиб, храбро сражаясь с преследовавшими разбитых герулов лангобардами. После этой победы лангобарды подчинили себе многие местные народы, возможно, бывших данников герулов, после чего сами стали предпринимать завоевательные походы.
Хронология лангобардско-герульского конфликта до сих пор точно не установлена. Прокопий Кесарийский датировал его третьим годом правления византийского императора Анастасия I, вступившего на престол в 491 году. Однако сведения, содержащиеся в письмах Кассиодора, позволяют отнести эти события к более позднему времени. Предполагается, что король Родульф погиб между 507 и 512 годами, возможно, в 508 году, 509 или в 510 году. Подтверждением более поздней даты является и сообщение Марцеллина Комита о переправе остатков герулов через Дунай в 512 году. Вероятно, что лангобардо-герульский конфликт мог быть спровоцирован интригами императора Византийской империей, воевавшего в это время с остготами и желавшего уничтожением королевства герулов ослабить своих противников. Войну не предотвратили даже родственные связи Родульфа и королевской семьи лангобардов: дочь правителя герулов Салинга была третьей супругой Вахо, племянника и преемника Тато на лангобардском престоле.
Вскоре после победы над герулами (возможно, около 511 года), король Тато был убит своим племянником Вахо, который стал новым королём лангобардов. По свидетельству Прокопия Кесарийского, сын Тато Рисиульф бежал к «варнам» (по одним данным, это были варны, по другим — варины), которые, подкупленные Вахо, убили Рисиульфа. Внук Тато Хильдигис долгое время предпринимал безуспешные попытки занять престол лангобардов.

## Комментарии
1. ↑  По мнению современных историков, Прокопий Кесарийский перепутал дату поражения правителя Италии Одоакра с датой поражения Родульфа, где в обоих случаях проигравшей стороной были герулы[4].